# Дикий ребёнок
«Дикий ребёнок» (фр. L'enfant sauvage) — французский фильм 1970 года режиссёра Франсуа Трюффо при участие Жан-Пьер Карголя, Франсуа Трюффо, Франсуазы Сенье и Жан Дасье. Фильм повествуют о ребёнке, который первые одиннадцать или двенадцать лет своей жизни не общался с людьми. Это реальная история Дикого мальчика из Аверона, которую рассказал Жан Марк Гаспар Итар. Во Франции было продано почти 1,5 миллиона билетов на фильм.

## Сюжет
Фильм, основанный на реальной истории, случившейся во Франции в 1798 году, когда в лесу был обнаружен самый настоящий «маугли». В чём причина его дикости? Является ли он умственно отсталым ребёнком или же это просто следствие одиночества и полного отсутствия воспитания? Исходя из последней, гуманистической идеи, доктор решает взяться за его обучение, добиваясь безусловного успеха на пути социализации ребёнка: удается не только развить умственные способности «дикаря» и научить его элементарным нормам поведения в человеческом обществе, но и наблюдать постепенное пробуждение в его душе простых человеческих чувств.

## В ролях
- Жан-Пьер Карголь — Виктор, дикий ребёнок
- Франсуа Трюффо — доктор Жан Итар
- Франсуаза Сенье — мадам Герен
- Жан Дасте — профессор Филипп Пинель
- Анни Миллер — мадам Лемери
- Клод Миллер — мсье Лемери

## Награды и номинации

### Награды
- 1971 — Премия Французского общества кинокритиков
  - Лучший фильм — Франсуа Трюффо
- 1971 — Премия Национального общества кинокритиков США
  - Лучшая операторская работа — Нестор Альмендрос

## Критика
Кинокритик Роджер Эберт дал фильму положительную оценку и назвал его тему одной из любимых Трюффо. Он писал: «История, по сути, правдива, она взята из реального случая во Франции 18-го века, и Трюффо рассказывает её просто и трогательно. Фильм стал его самым глубокомысленным высказыванием на его любимую тему: о том, как молодые люди растут, исследуют себя и пытаются действовать творчески в мире … Трюффо вкладывает свой индивидуальный подход в каждый кадр фильма. Он написал его, снял его и сыграл самого доктора….Очень часто фильмы привлекают наше внимание яркими трюками и дешёвой мелодрамой. Просмотр этого умного и обнадеживающего фильма — это интеллектуально очищающий опыт».